# Parafia św. Stanisława Biskupa w Tarnogórze
Parafia św. Stanisława Biskupa w Tarnogórze – parafia rzymskokatolicka, znajdująca się w archidiecezji przemyskiej, w dekanacie Leżajsk II. Erygowana w 1980 roku. Parafię prowadzą księża diecezjalni.

## Historia
W 1472 roku pojawiła się pierwsza wzmianka o istnieniu wsi Tarnogóra. 29 kwietnia 1978 roku grupa wiernych w  zajęła budynek wiejski i urządziła kaplicę, w której 1 maja ks. Aleksander Bieniek rozpoczął odprawianie mszy świętych. Kaplica była nieustannie pilnowana przed władzami państwowymi. 
W latach 1979–1980 zbudowano murowany kościół, według projektu arch. Adama Gustawa i Władysława Uchmana. 4 maja 1980 roku bp Ignacy Tokarczuk poświęcił kościół pw. św. Stanisława Biskupa. W 1980 roku dekretem bpa Ignacego Tokarczuka, została erygowana parafia z wydzielonego terytorium parafii Kopki. W 1981 roku artysta Bolesław Szprecht.
Na terenie parafii jest 1 123 wiernych (w tym: Tarnogóra – 812, Koziarnia - część – 336).
Proboszczowie parafii:
1980–2004. ks. kan. Aleksander Bieniek.
2004–2018. ks. kan. Marian Cieliczka.
2018– nadal ks. Franciszek Partyka.